# Уолтер Фиц-Эдвард из Солсбери
Уолтер Фиц-Эдвард из Солсбери (англ. Walter FitzEdward of Salisbury; ум. 1147) — английский землевладелец, феодальный барон Читтерна, шериф Уилтшира, сын Эдварда из Солсбери.

## Биография
О биографии Уолтера известно мало. Он был старшим сыном Эдварда из Солсбери, владевшего многочисленными поместьями в ряде английских графств, в первую очередь в Уилтшире; также у него были поместья в Суррее, Гэмпшире и Дорсете. Кроме того, Эдвард был феодальным бароном Троубриджа и Читтерна и шерифом Уилтшира в 1070—1105 годах. После смерти Эдварда, его владения были разделены между детьми. Уолтер стал основным наследником, получив в том числе Читтерн; ряд поместий и Троубридж унаследовала его сестра, Матильда, вышедшая замуж за Хамфри I де Богуна. Эти владения стали основой для роста благосостояния рода Богунов.
Уолтер был шерифом Уилшира во время правления короля Англии Генриха I Боклерка. Красная книга казначейства в 1166 году сообщает, что он содержал одного рыцаря аббата Гластонбери в Сомерсете (вероятно во время правления Генриха I), как и его сын Патрик Фиц-Уолтер. Кроме того, известно, что Уолтер основал монастырь Браденсток, в котором стали хоронить представителей рода.
Уолтер умер в 1147 году и был похоронен, как и его жена, в родовой усыпальнице монастыря Браденсток. Его старший сын, Уильям, умер раньше отца, поэтому наследником стал второй сын, Патрик, который около 1143 года получил от императрицы Матильды титул графа Уилтшира, хотя в современной литературе чаще используется титул графа Солсбери.

## Брак и дети
Жена: с ок. 1115/1150 Сибила де Шаурс (Чауорт), дочь Патрика I де Шаурса и Матильды де Эсден. Дети:
- Уильям Фиц-Уолтер (до 1120 — после 1 июля 1143)[9];
- Патрик Фиц-Уолтер (ок. 7 апреля 1168), шериф Уилтшира, 1-й граф Уилтшир (Солсбери) с ок. 1143[9];
- Авиза (ок. 1120 — 13 января до 1152); 1-й муж: Ротру III Великий (ум. 6/8 мая 1144), граф Перша с 1100/1101, сеньор Беллема с 1126; 2-й муж: с ок. 1144/1145 Роберт I Французский (ок.1125 — 11 октября 1188), граф де Дрё с 1152[9];
- Уолтер, монах в Браденстоке;
- Сибила; муж: Джон Фиц-Гилберт Маршал (ок. 1105 — до ноября 1165), главный маршал английского королевского двора.